# 隔离墙

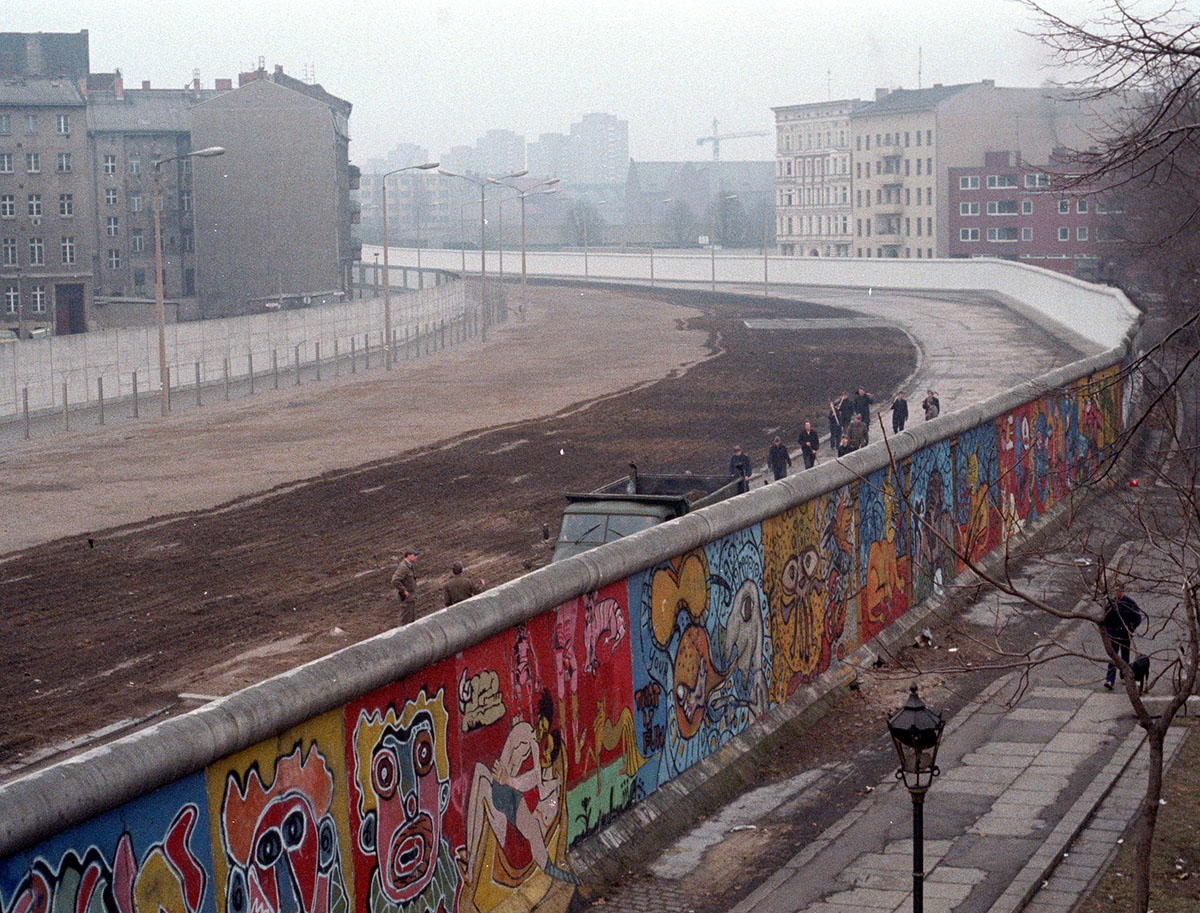
1986年時的德國柏林圍牆

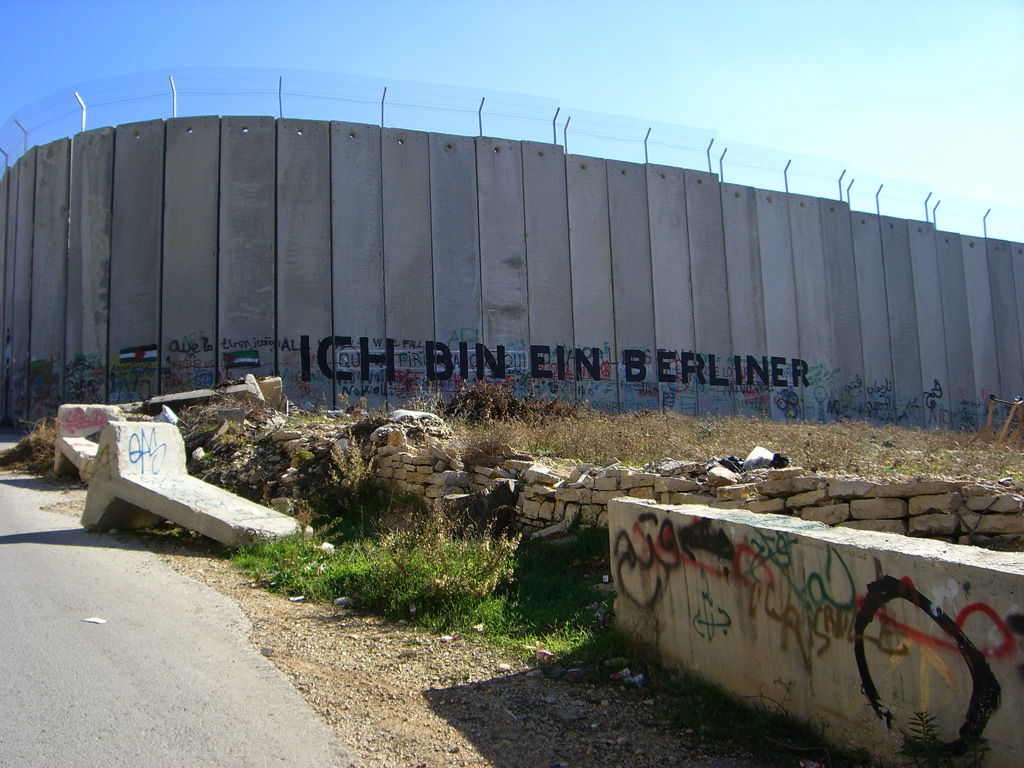
2007年，位于伯利恆的一段以色列-約旦河西岸地區边境墙，上面写着德文“我是柏林人”指出其与柏林墙的共性。

隔離圍牆（英語：separation barriers）是指在兩個國家或地區相交之處，為了防止人們跨越邊界而建造的圍牆或類似設施。這些圍牆通常是依據測繪學上的國境邊界所建造，各國家關係不論好壞或多或少都會建造。最著名的例子可算是位於中國的萬里長城，是為了抵御游牧民族而興建；而較近期的著名例子則是在冷戰期間東德所建造的與西德分隔的柏林圍牆，以及以色列在約旦河西岸地區修建的分隔巴勒斯坦的围墙。

## 現存的隔離圍牆
| 名稱                    | 國家/地区                                   | 建造年份   | 長度          | 類型、用途                       |
| ----------------------- | ------------------------------------------- | ---------- | ------------- | -------------------------------- |
| 貝爾法斯特停火線        | 英國（北愛爾蘭）                            | 1970年     | 平均約500公尺 | 防止恐怖攻擊                     |
| 巴格達圍牆              | 伊拉克阿達米亞                              | 建造中     | 5公里         | 防止恐怖攻擊                     |
| 俄羅斯 / 車臣           | 車臣（俄羅斯）                              | 預定興建   | 700公里       | 防止恐怖攻擊 / 爭議地區          |
| 烏茲別克 / 吉爾吉斯     | 烏茲別克和吉爾吉斯                          | 1999年     | 870公里       | 衝突區域                         |
| 中國 / 北朝鮮           | 中華人民共和國和朝鲜民主主义人民共和国      | 2006年     | 1416公里      | 防止非法移民（防止北朝鲜人離開） |
| 韓國圍牆                | 朝鲜民主主义人民共和国和大韩民国            | 1953年     | 248公里       | 衝突區域（三八線）               |
| 香港邊境禁區            | 中国大陆和英屬香港(1997年前)/香港特別行政區 | 1950年     | 32公里        | 防止非法移民 / 一國兩制          |
| 中國 / 葡屬澳門         | 中国大陆和葡屬澳門(1999年前)/澳門特別行政區 | 1870年     | 340公尺       | 防止非法移民 / 一國兩制          |
| 汶萊 / 林夢             | 汶萊和林夢（Limbang）                       | 2005年     | 20公里        | 防止非法移民 / 爭議地區          |
| 馬來西亞—泰國圍牆       | 泰國和馬來西亞                              | 計劃中     | 650公里       | 防止非法移民                     |
| 印度孟加拉圍牆          | 印度                                        | 建設中     | 3268公里      | 衝突區域 / 爭議地區              |
| 印度克什米爾圍牆        | 印度                                        | 2004年     | 550公里       | 防止恐怖攻擊 / 爭議地區          |
| 巴基斯坦 / 阿富汗       | 巴基斯坦                                    | 計劃中     | 2400公里      | 防止恐怖攻擊                     |
| 阿拉伯聯合大公國 / 阿曼 | 阿拉伯聯合大公國和阿曼                      | 建設中     | 410公里       | 防止非法移民                     |
| 阿拉伯—葉門圍牆         | 沙烏地阿拉伯和葉門                          | 2004年     | 75公里        | 防止非法移民                     |
| 科威特—伊拉克分隔圍牆   | 科威特和伊拉克                              | 1991年     | 193公里       | 衝突區域                         |
| 克魯格國家公園          | 南非和莫桑比克                              | 1975年     | 120公里       | 防止非法移民                     |
| 波札那 / 辛巴威         | 波札那和辛巴威                              | 2003年     | 500公里       | 防止非法移民                     |
| 沙姆沙伊赫              | 埃及                                        | 2005年     | 20公里        | 防止恐怖攻擊                     |
| 加沙—以色列隔离墙       | 以色列和巴勒斯坦國                          | 不斷建造中 | 703公里       | 防止恐怖攻擊                     |
| 賽普勒斯聯合國緩衝區    | 塞浦路斯岛                                  | 1974年     | 300公里       | 衝突區域                         |
| 摩洛哥长墙              | 摩洛哥                                      | 1987年     | 2700公里      | 衝突區域                         |
| 梅利利亞邊界圍籬        | 西班牙梅利利亞                              | 1998年     | 11公里        | 防止非法移民                     |
| 休達邊界圍籬            | 西班牙休達                                  | 2001年     | 8公里         | 防止非法移民                     |
| 美墨边界围栏            | 美國和墨西哥                                | 2006年     | 3169公里      | 防止非法移民及毒品走私           |
| Via Anelli Wall         | 義大利帕多瓦                                | 2006年     | 85公尺        | 國家內部圍牆                     |
| 中國 / 緬甸             | 中華人民共和國和緬甸                        | 2020年     | 2185公里      | 防止非法移民及毒品走私           |
| 中國 / 越南             | 中華人民共和國和越南                        | 2020年     | 1283公里      | 防止非法移民                     |

## 亚洲

### 东亚

#### 韓國
韩国在和北朝鲜的邊界處建造了一道分隔牆，以防止北朝鲜軍隊進入韓国。邊界圍牆包含：
- 板門店
- 軍事分界線
- 韓國停戰區
- 韓國圍牆

#### 中國大陸
中華人民共和國有兩個特別行政區，是位在中國南方的香港和澳門。這兩個地區和廣東省的交界處仍然保有受到管制的邊界圍牆，在通過時須接受身份证件的查驗。
广东省中山市和珠海市之间也有一段隔离墙，具体的位置在105国道华财古玩城至上冲检查站路段，现在隔离墙已经破败不堪，以前从中山市往珠海市过境时需要出示边境证，边境证需要提前办理，现在已不再作身份检查。2010年，珠海市修建105国道两旁的排水管道时，顺便拆除了105国道一旁破败不堪的隔离墙。
香港曾是英國的海外領地，直到在1997年將主權移交給中華人民共和國，而澳門則也曾是葡萄牙的特別領地，之後在1999年澳門回歸中華人民共和國。在回歸之前，香港和澳門與廣東省的交界處被視為國與國之間的邊境，相当于国境。
在一國兩制的基礎下，這兩個特別行政區在回歸後，仍然保有自己的海關與移民政策。由於澳門和香港的政策與中國大陸不同，因此兩地和廣東省邊界仍然受到管制，两地与内地的界线非国境，但为边境。
香港在和廣東省深圳市之間有一道長32公里的圍牆，配有影像偵測器、燈光和閉路電視，同時也有警察定時巡邏。在深圳河（地理上的邊界）南方有一處進出受到管制的農業區域，是面積為28平方公里（km²）的邊境禁區。目前，三條通過邊境的道路位於沙頭角、文錦渡和落馬洲，而有一條鐵路穿越邊境前往羅湖；此外，深圳灣口岸港方口岸區與深圳市其他區域，建有雙層圍牆（當中外層為深方的鐵絲網，內層為港方的電子欄）分隔。香港居民必須持有香港身份證及經公安部出入境管理局核准的回鄉證才可過境。
澳門與珠海市有長340米的邊境，位於關閘；此外，在澳門大學新校區及相連的橫琴口岸澳方口岸區，亦建有邊境圍牆。邊境配備了54個櫃檯為旅客和容許8架車輛通行。1999年蓮花大橋開放前，關閘是澳門及中國內地唯一邊境連接的地區。現時兩個邊境地區均容許過境前往珠海市。
中國亦於2006年在中朝邊境修建隔離牆，並與2020-2021年在中緬和中越邊境修築隔離牆，以防止非法移民和毒品的湧入。

### 南亚

#### 阿富汗伊斯兰共和国
2006年1月，阿富汗政府裁定包括聯合國、美國大使館等位於喀布爾的外交機構，必須建造混凝土的安全圍牆來保護其建築。在喀布爾的大部分街道上，都可以看見許多安全圍牆和混凝土防爆磚牆，以防止塔利班政權瓦解後在過去四年內開始的暴動和恐怖攻擊。

### 东南亚

#### 汶萊
汶萊正在與馬來西亞林夢的邊界處建造一道長約20公里的安全圍牆，以防止日益嚴重的非法移民和走私問題。

### 西亚

#### 伊拉克
在2007年4月10日，美軍開始在巴格達阿達米亞的遜尼派優勢地區建造一道長5公里、高3.6公尺的水泥圍牆。

## 欧洲

### 申根区
根据《申根协议》，26个欧洲国家组成申根区，进入这一区域需要通过边境管制，但申根区国家之间几乎不存在边境管制，所以沒有設置會設置很少。在2010年欧洲移民危机加重后，匈牙利政府修建了匈牙利邊境圍欄。

## 非洲

### 摩洛哥
摩洛哥在西撒哈拉建立了一道安全圍牆，以防止人民解放陣線的游擊隊員入侵。

## 北美洲

### 美國
非法移民在美国一直是一个争议性话题。2006年美国政府开始修筑美墨边界围栏。唐納·川普在2016年赢得美国总统选举，而他的竞选承诺之一就是升级美墨边界围栏。

## 聯合國
- 位於賽普勒斯的聯合國緩衝區

## 外部連結
- （英文）世界上的安全圍牆
- （英文）安全圍牆 （页面存档备份，存于）（亞特蘭提克月刊，The Atlantic Monthly）
- （英文）一篇在 Erasmuspc 上關於城牆的文章
- （英文）在全世界中，圍牆開始出現並分隔兩地，路透社，2007年4月30日